# Skallingen

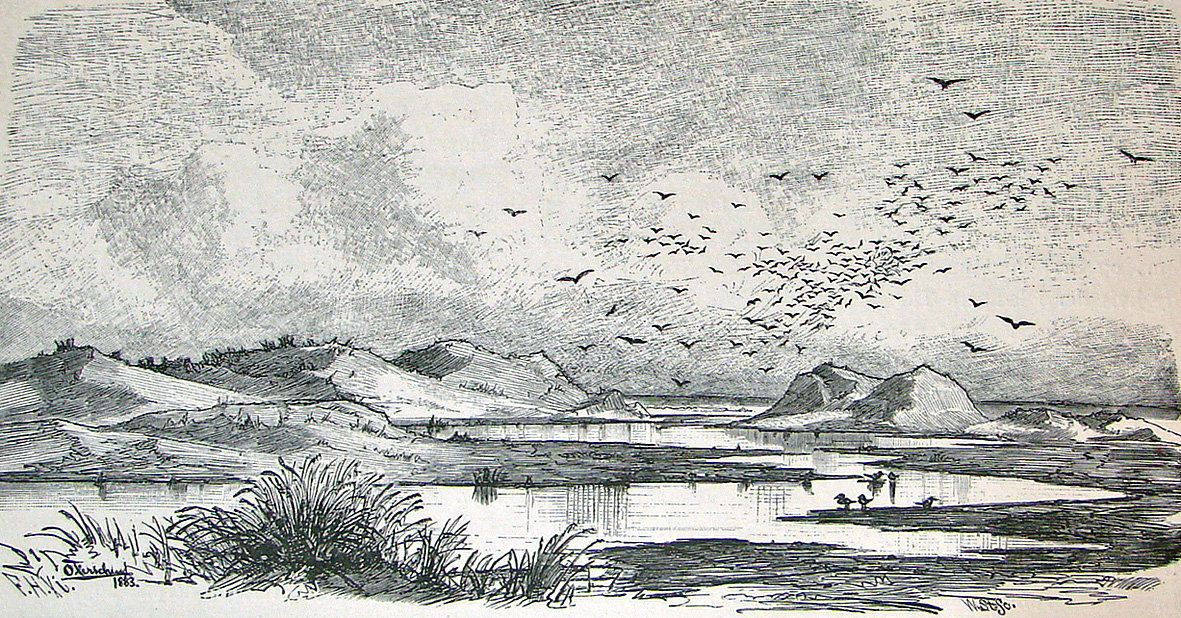
Klitter paa Skallingen av Oscar Herschend (1853-1891)

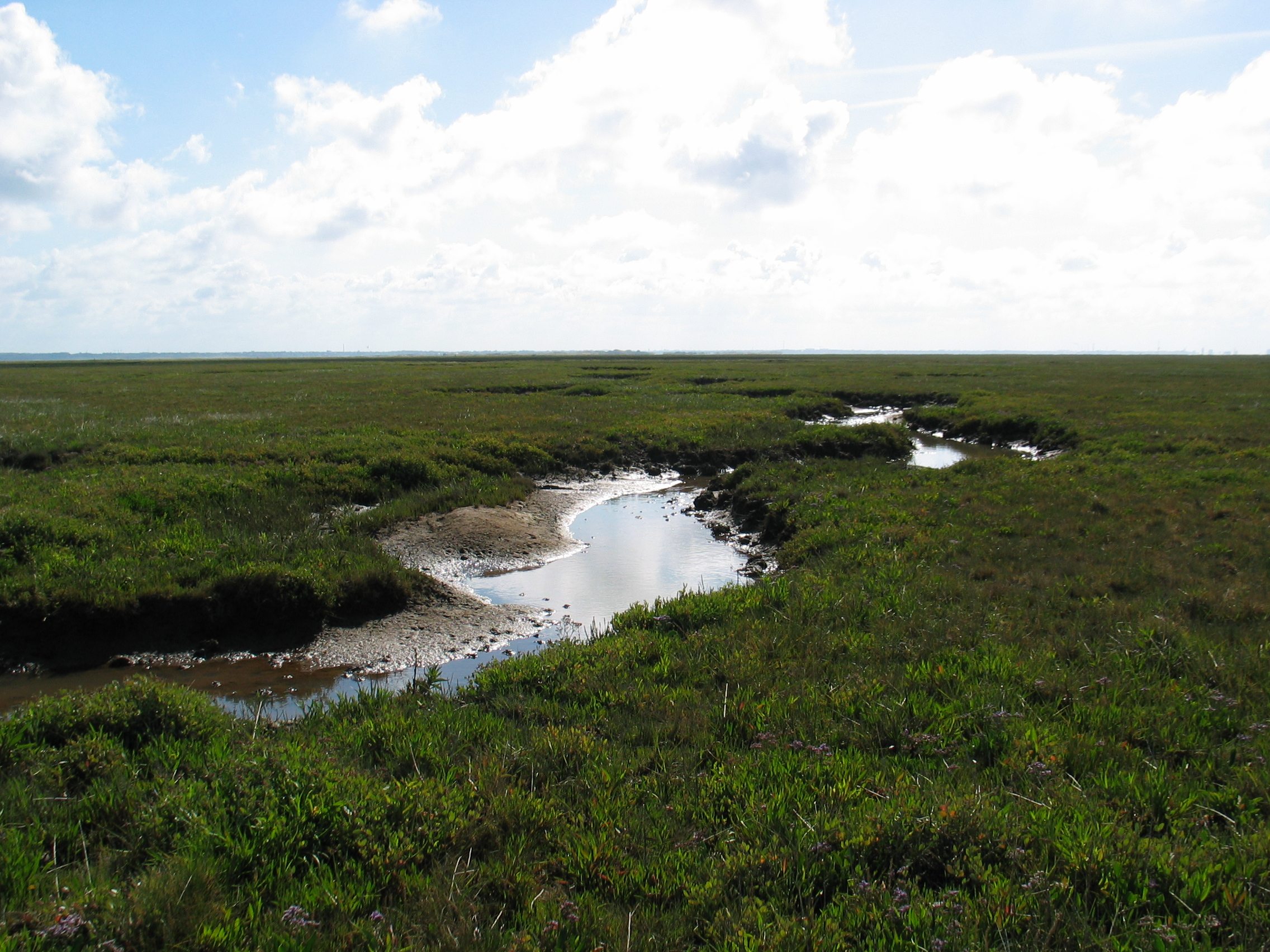
En tidvattenränna ("lo") i marsklandskapet

Skallingen är en halvö på den danska Nordsjökusten i Varde kommun i Region Syddanmark. Den ligger mellan Blåvandshuk och ön Fanø och hör till Nationalpark Vadehavet.
Skallingen uppstod på 1600-talet efter en stormflod 1634. År 1910 var halvön omkring nio kilometer lång, men har sedan minskat i längd och bredd. Den är obebodd och ungefär 2 000 hektar stor. Marken ägs av danska staten och förvaltas av Naturstyrelsen.

## Redningsstation Svenske Knolde
Redningsstation Svenske Knolde var en bistation till Blåvand Redningsstation, som inrättades 1877. Den var en båtstation utan raketapparat. Stationen lades ned 1944. Den vitkalkade byggnaden är bevarad och används som uppehållshus för turister.